# Hadí Sabzevarí
Hadí Sabzevarí, habitualmente mencionado en las fuentes persas o especializadas como hach mulá Hadí Sabzevarí o shaij mulá Hadí Sabzevarí (Sabzevar, 1797-1873) fue un filósofo iraní, —el de mayor prestigio de la época qayarí (1785-1925)—, además de destacado teólogo, notable poeta y místico chií duodecimano.